# Egipcio antiguo
El egipcio antiguo es la etapa del idioma egipcio hablada desde aproximadamente el 2600 a. C. al 2000 a. C. durante el Imperio Antiguo y el primer período intermedio.
Los Textos de las Pirámides son el cuerpo más grande de la literatura escrita en esta fase de la lengua. Las paredes de las tumbas de la élite egipcia de esa época llevan inscripciones funerarias autobiográficas que representan a los antiguos egipcios. Posteriormente, a partir del 2100 a. C. aparecerían los Textos de los Sarcófagos.
Una de sus características distintivas es la triplicación de ideogramas, fonogramas y determinativos para indicar el plural. En general, no difieren significativamente del egipcio medio, la etapa clásica del idioma egipcio.

## Egipcio preclásico

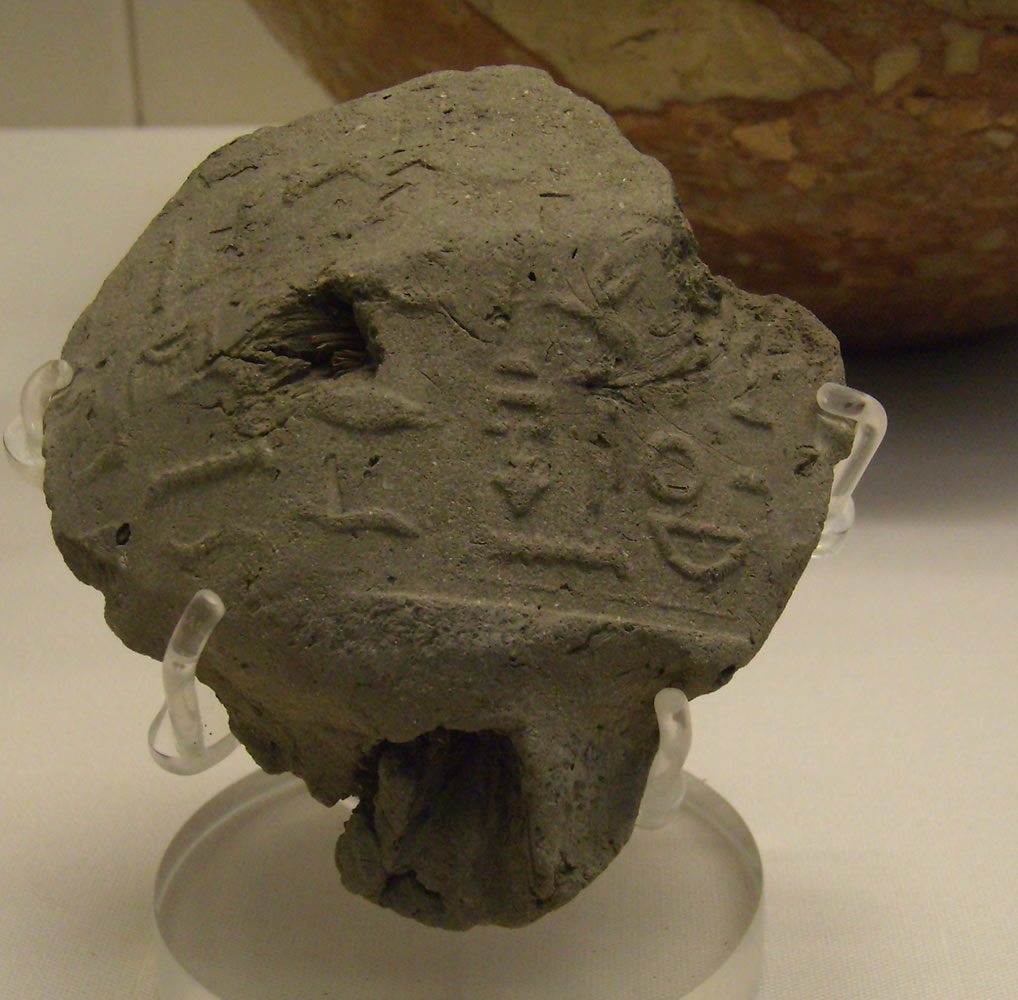
Impresión del sello de la tumba de Sejemib, que contiene la oración completa más antigua conocida en egipcio.

El término egipcio arcaico a veces se reserva para el uso más temprano de los jeroglíficos, desde finales del cuarto hasta principios del tercer milenio a. C. En su etapa más antigua, alrededor del 3300 a. C., los jeroglíficos no eran un sistema de escritura completamente desarrollado, encontrándose en una fase de transición de protoescritura; con el tiempo, hasta el siglo XXVII a. C., pueden observarse rasgos gramaticales como la formación de nisba.
El egipcio antiguo se data a partir de la oración completa más antigua conocida, que incluye un verbo finito. Descubierta en la tumba de Seth-Peribsen (hacia el 2690 a. C.), la impresión del sello dice:  
| d · D | n · f |

| d · D | n · f |

| N19 · n |

| N19 · n |

| G38 · f |

| G38 · f |

| M23 · L2 · t · t |

| M23 · L2 · t · t |

| O1 · F34 | s · n |

| O1 · F34 | s · n |
Los textos extensos aparecen alrededor del 2600 a. C.  Un ejemplo temprano es el Diario de Merer. Los Textos de las Pirámides son el mayor corpus literario escrito en esta fase de la lengua. Una de sus características distintivas es la triplicación de ideogramas, fonogramas y determinativos para indicar el plural. En general, no difiere significativamente del egipcio medio, la etapa clásica de la lengua, aunque se basa en un dialecto distinto.  
Durante el período de la dinastía III (hacia el 2650–2575 a. C.), muchos de los principios de la escritura jeroglífica se regularizaron. Desde entonces, hasta que el sistema fue reemplazado por una versión temprana del copto (hacia los siglos III y IV d. C.), el sistema permaneció prácticamente sin cambios. Incluso el número de signos utilizados se mantuvo constante en alrededor de 700 durante más de 2000 años.

## Egipcio medio o clásico
El egipcio medio se habló durante aproximadamente 700 años, comenzando alrededor del 2000 a. C., durante el Imperio Medio y el posterior segundo período intermedio. Se considera la variante clásica del egipcio, y como tal el egipcio medio es la variedad mejor documentada del idioma y ha atraído, con diferencia, la mayor atención por parte de la egiptología. Aunque la mayor parte del egipcio medio se encuentra escrito en monumentos mediante jeroglíficos, también se escribía usando una variante cursiva y el hierático relacionado.
El egipcio medio se hizo accesible a la investigación moderna con el desciframiento de los jeroglíficos a principios del siglo XIX. La primera gramática del egipcio medio fue publicada por Adolf Erman en 1894, superada en 1927 por la obra de Alan Gardiner. Desde entonces, el egipcio medio se ha comprendido bien, aunque ciertos aspectos de la conjugación verbal permanecieron abiertos a revisión hasta mediados del siglo XX, destacando las contribuciones de Hans Jakob Polotsky.
Se considera que la etapa del egipcio medio terminó alrededor del siglo XIV a. C., dando paso al egipcio tardío. Esta transición tuvo lugar durante el período posterior de la dinastía XVIII de Egipto (conocido como el período de Amarna).

### Égyptien de tradition
Los textos originales en egipcio antiguo y medio todavía se utilizaban después del siglo XIV a. C. Además, una emulación predominantemente del egipcio medio, pero también con características del egipcio antiguo, el egipcio tardío y el demótico, denominada "Égyptien de tradition" o "Neoegipcio medio" por los estudiosos, se empleó como lengua literaria para nuevos textos desde el Imperio Nuevo tardío en inscripciones oficiales y religiosas en jeroglíficos y hieráticos, en lugar del egipcio tardío o el demótico. El Égyptien de tradition como lengua religiosa sobrevivió hasta la cristianización del Egipto romano en el siglo IV.

## Egipcio tardío
El egipcio tardío se habló durante aproximadamente 650 años, comenzando alrededor del 1350 a. C., durante el Imperio Nuevo de Egipto. El egipcio tardío sucedió pero no reemplazó completamente al egipcio medio como lengua literaria, y también fue el idioma de la administración del Imperio Nuevo.
Los textos escritos completamente en egipcio tardío corresponden a la XX dinastía de Egipto y periodos posteriores. El egipcio tardío está representado por un gran corpus de literatura religiosa y secular, que incluye ejemplos como la Historia de Unamón, los poemas de amor del papiro Chester-Beatty I y las Instrucciones de Any. Los textos de instrucciones se convirtieron en un género literario popular del Imperio Nuevo, que tomaba la forma de consejos sobre comportamiento adecuado. El egipcio tardío también era el idioma de la administración del Imperio Nuevo.
El egipcio tardío no es completamente distinto del egipcio medio, ya que aparecen muchos "clasicismos" en documentos históricos y literarios de esta fase. Sin embargo, la diferencia entre el egipcio medio y el tardío es mayor que la diferencia entre el egipcio medio y el antiguo. Originalmente una lengua sintética, el egipcio en su fase tardía se había convertido en una lengua analítica. La relación entre el egipcio medio y el tardío se ha descrito como similar a la que existe entre el latín y el italiano.
- El egipcio tardío escrito aparentemente representaba mejor que el egipcio medio la lengua hablada en el Imperio Nuevo y después: las consonantes débiles ꜣ, w, j, así como la terminación femenina .t se omitían cada vez más, aparentemente porque dejaron de pronunciarse.
- Los pronombres demostrativos pꜣ (masc.), tꜣ (fem.) y nꜣ (pl.) se usaban como artículos definidos.
- La forma antigua sḏm.n.f (él oyó) del verbo fue reemplazada por sḏm-f, que tenía aspectos tanto prospectivos (él oirá) como perfectivos (él oyó). El tiempo pasado también se formaba usando el verbo auxiliar jr (hacer), como en jr.f saḥa.f (él lo ha acusado).
- Los adjetivos como atributos de sustantivos a menudo son reemplazados por sustantivos.

Se considera que la etapa del egipcio tardío terminó alrededor del siglo VIII a. C., dando lugar al demótico.

### Demótico y cóptico

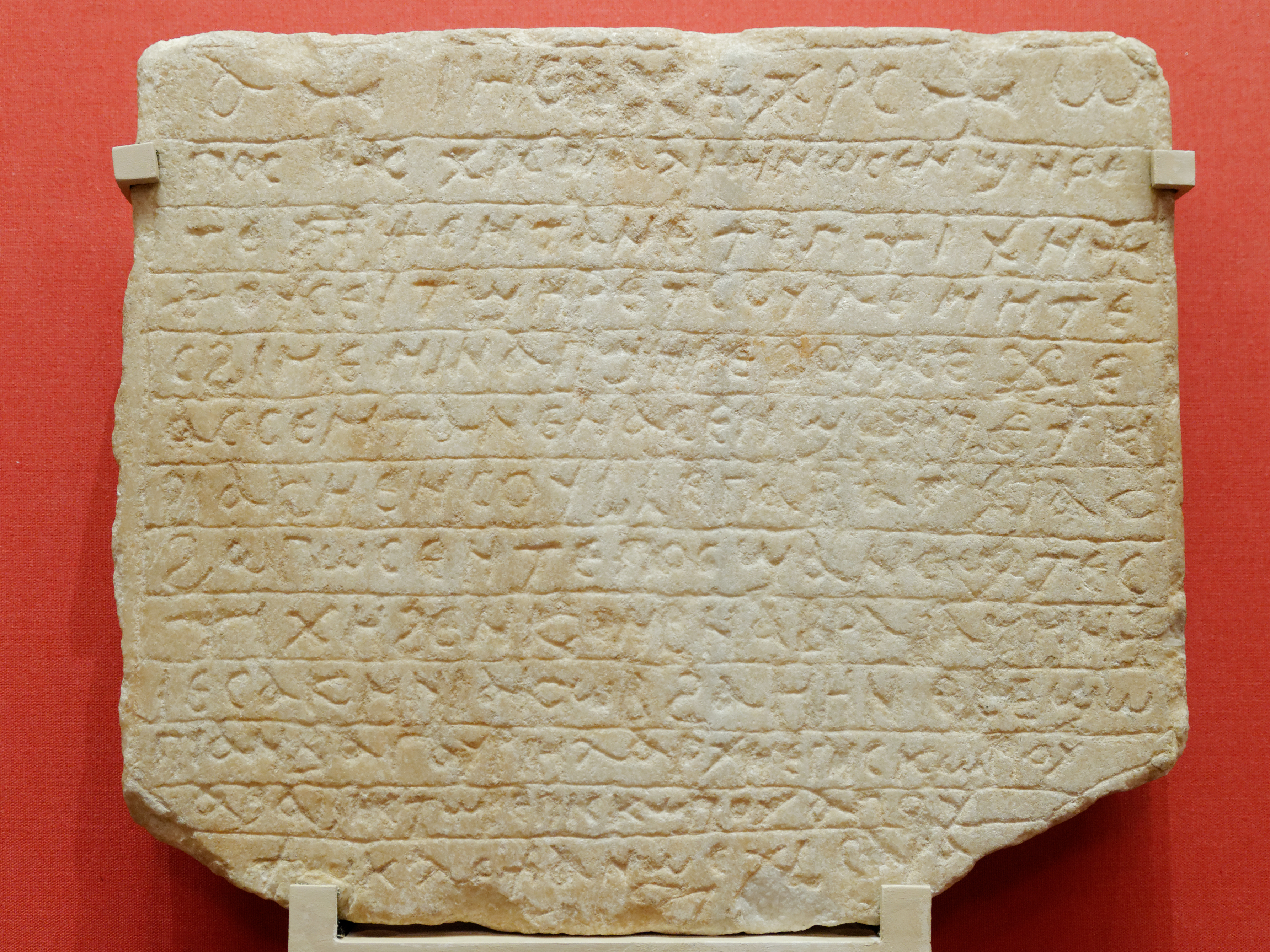
Estela del siglo X con inscripción copta, en el Museo del Louvre

El demótico es una evolución posterior de la lengua egipcia escrita en escritura demótica, que siguió al egipcio tardío y precedió al copto, con el cual comparte muchas características. En sus primeras etapas, como en los textos escritos en escritura demótica temprana, probablemente representaba la lengua hablada de la época. Sin embargo, a medida que su uso se limitó cada vez más a fines literarios y religiosos, la lengua escrita se distanció más de la forma hablada, dando lugar a una notable diglosia entre los textos demóticos tardíos y la lengua oral de la época, similar al uso del egipcio medio clásico durante el período ptolemaico.  
El copto es el nombre que recibe el egipcio vernáculo tardío cuando se escribió utilizando un alfabeto basado en el griego, el alfabeto copto; floreció desde la época del cristianismo temprano (c. 31/33–324), pero las frases egipcias escritas en alfabeto griego aparecieron por primera vez durante el período helenístico (hacia el siglo III a. C.), siendo el primer texto copto conocido, aún pagano (copto antiguo), del siglo I d. C.. El copto sobrevivió hasta la época medieval, pero para el siglo XVI estaba en rápido declive debido a la persecución de los cristianos coptos bajo el Sultanato Mameluco. Probablemente persistió en las zonas rurales de Egipto como lengua hablada durante varios siglos después. Hoy, el copto sobrevive como lengua litúrgica de la Iglesia ortodoxa copta y la Iglesia católica copta.